# بطولة العالم للراليات
بطولة العالم للراليات واختصارا دبليو آر سي (بالإنجليزية: World Rally Championship) (WRC) هي سلسلة راليات ينضمها الاتحاد الدولي للسيارات. بطولة العالم للسائقين وبطولة العالم للمصنعين بطولتان منفصلتان لكن مستندتان على نفس نظام النقاط. يتكون موسم بطولة العالم للراليات عادةً من 13 جولة سباق رالي يستمر كل منها من ثلاثة إلى أربعة أيام، تتم القيادة على أسطح تتراوح بين الحصى والأسفلت إلى الثلج والجليد. يتم تقسيم كل رالي ما بين 15 إلى 25 مرحلة خاصة على طرق مغلقة.  يتزامن مع كل جولة بطولتا دعم هي WRC2 و WRC3، تُقامان في نفس الفعالية ومراحل بطولة العالم للراليات، ولكن مع قيود ومواصفات لديها أكثر صرامة على معايير السيارات المؤهلة في الحد الأقصى لأداء وتكاليف تشغيل السيارات المسموح بها. وتُقام بطولة العالم للناشئين أيضًا في خمس فعاليات ضمن تقويم بطولة العالم للراليات. 

## نبذة
تشكلت بطولة العالم للراليات من راليات دولية معروفة، كان تسعة منها سابقًا جزءًا من بطولة المصنعين الدولية (IMC)، التي أقيمت من عام 1970 إلى عام 1972. كان موسم  عام 1973 من بطولة العالم للراليات هو الموسم الافتتاحي لسلسلة البطولة وبدأت برالي مونت كارلو في 19 يناير.
فاز فريق ألباين-رينو بأول بطولة عالم للمصنعين بسيارة ألباين A110، وبعد ذلك فاز  فريق لانشيا باللقب ثلاث سنوات متتالية بسيارة لانشيا ستراتوس المزودة بمحرك فيراري V6، وهي أول سيارة صُممت وصُنعت خصيصًا للراليات. لم تُمنح أول بطولة عالم للسائقين حتى عام 1979، على الرغم من أن موسمي 1977 و 1978 تضمنا كأس الاتحاد الدولي للسيارات للسائقين، وفاز بها الإيطالي ساندرو موناري والفنلندي ماركو ألين على التوالي. أصبح السويدي جورن فالديجورد أول بطل عالمي رسمي، متفوقًا على الفنلندي هانو ميكولا بنقطة واحدة. فازت فيات بلقب المصنعين بسيارتها فيات 131 أبارث في أعوام 1977 و 1978 و 1980، وفورد بسيارتها إسكورت RS1800 في عام 1979، وتالوت بسيارتها صن بيم لوتس في عام 1981. تبع والديغارد الألماني والتر رورل والفنلندي آري فاتانين كأبطال عالميين للسائقين.

### بطولة العالم للراليات للمصنعين
يجب على المصنعين التسجيل ليكونوا مؤهلين لتسجيل النقاط في بطولة العالم للراليات للمصنعين ويجب عليهم المنافسة في كل رالي من جولات الموسم بسيارات بمواصفات الفئة رالي1.
نظرًا لأن المصنعين يستخدمون السيارات ذات الأداء الأعلى ويوظفون عادةً أفضل السائقين، فغالبًا ما يكون الحال أن هذه الطواقم والسيارات تحصل على غالبية نقاط بطولة السائقين والملاحين. وبالتالي، بالإضافة إلى الأموال التي تستثمرها فرق المصنعين، يميل الترويج لبطولة العالم للراليات إلى تضمين طواقم المصنعين والمتسابقين المستقلين بسيارات رالي1 أو سيارات رالي العالم فقط. تُمنح هذه الطواقم وضع الأولوية الأولى (P1) في الراليات وتخوض المراحل قبل الطواقم الأخرى. ومع ذلك، ليس من غير المألوف أن يحصل المنافسون في سيارات ذات أداء أقل على نقاط في بطولات السائقين أو الملاحين.

### بطولة العالم للراليات للسائقين والملاحين
يقود السيارة طاقم مكون من سائق وملاح. يحق لأي طاقم يشارك في أي رالي من راليات بطولة العالم للراليات تسجيل نقاط في بطولة العالم الإجمالية للسائقين وبطولة العالم للملاحين. بغض النظر عن الفئة الفنية للسيارة أو عدد الراليات التي تم المشاركة فيها أو ما إذا كانوا مسجلين أيضًا في بطولات الدعم. يحق للملاحين قيادة السيارات في أي وقت خلال الرالي فقط في حالة "القوة القاهرة".

## الأبطال
| موسم                                                                                      | بطولة السائقين         | بطولة السائقين                |                  | بطولة المصنعين                    | بطولة المصنعين |
| موسم                                                                                      | السائق                 | السيارة                       | الشركة المصنعة   | السيارة                           |                |
| ----------------------------------------------------------------------------------------- | ---------------------- | ----------------------------- | ---------------- | --------------------------------- | -------------- |
| 2024                                                                                      | نوفيل تييري            | هيونداي i20 رالي 1            | تويوتا           | تويوتا جازو لسباقات الرالي        |                |
| 2023                                                                                      | كالي روفانبيرا         | تويوتا جي آر يارس رالي 1      | تويوتا           | تويوتا جازو لسباقات الرالي        |                |
| 2022                                                                                      | كالي روفانبيرا         | تويوتا جي آر يارس رالي 1      | تويوتا           | تويوتا جازو لسباقات الرالي        |                |
| 2021                                                                                      | سيباستيان أوجير        | تويوتا يارس دبليو آر سي       | تويوتا           | تويوتا يارس دبليو آر سي           |                |
| 2020                                                                                      | سيباستيان أوجير        | تويوتا يارس دبليو آر سي       | هيونداي          | هيونداي آي 20 دبليو آر سي         |                |
| 2019                                                                                      | أوت تاناك              | تويوتا يارس دبليو آر سي       | هيونداي          | هيونداي آي 20 دبليو آر سي         |                |
| 2018                                                                                      | سيباستيان أوجير        | فورد فييستا دبليو آر سي       | تويوتا           | تويوتا يارس دبليو آر سي           |                |
| 2017                                                                                      | سيباستيان أوجير        | فورد فييستا دبليو آر سي       | إم سبورت         | فورد فييستا دبليو آر سي           |                |
| 2016                                                                                      | سيباستيان أوجير        | فولكس فاجن بولو دبليو آر سي   | فولكس فاجن       | فولكس فاجن بولو دبليو آر سي       |                |
| 2015                                                                                      | سيباستيان أوجير        | فولكس فاجن بولو دبليو آر سي   | فولكس فاجن       | فولكس فاجن بولو دبليو آر سي       |                |
| 2014                                                                                      | سيباستيان أوجير        | فولكس فاجن بولو دبليو آر سي   | فولكس فاجن       | فولكس فاجن بولو دبليو آر سي       |                |
| 2013                                                                                      | سيباستيان أوجير        | فولكس فاجن بولو دبليو آر سي   | فولكس فاجن       | فولكس فاجن بولو دبليو آر سي       |                |
| 2012                                                                                      | سيباستيان لوب          | سيتروين دي إس 3 دبليو آر سي   | سيتروين          | سيتروين دي إس 3 دبليو آر سي       |                |
| 2011                                                                                      | سيباستيان لوب          | سيتروين دي إس 3 دبليو آر سي   | سيتروين          | سيتروين دي إس 3 دبليو آر سي       |                |
| 2010                                                                                      | سيباستيان لوب          | سيتروين سي 4 دبليو آر سي      | سيتروين          | سيتروين سي 4 دبليو آر سي          |                |
| 2009                                                                                      | سيباستيان لوب          | سيتروين سي 4 دبليو آر سي      | سيتروين          | سيتروين سي 4 دبليو آر سي          |                |
| 2008                                                                                      | سيباستيان لوب          | سيتروين سي 4 دبليو آر سي      | سيتروين          | سيتروين سي 4 دبليو آر سي          |                |
| 2007                                                                                      | سيباستيان لوب          | سيتروين سي 4 دبليو آر سي      | شركة فورد        | فورد فوكس آر إس دبليو آر سي 06/07 |                |
| 2006                                                                                      | سيباستيان لوب          | سيتروين إكسارا                | شركة فورد        | فورد فوكس آر إس دبليو آر سي 06    |                |
| 2005                                                                                      | سيباستيان لوب          | سيتروين إكسارا                | سيتروين          | سيتروين إكسارا                    |                |
| 2004                                                                                      | سيباستيان لوب          | سيتروين إكسارا                | سيتروين          | سيتروين إكسارا                    |                |
| 2003                                                                                      | بيتر سولبرغ            | فريق سوبارو للراليات 2003     | سيتروين          | سيتروين إكسارا                    |                |
| 2002                                                                                      | ماركوس غرونهولم        | بيجو 206                      | بيجو             | بيجو 206                          |                |
| 2001                                                                                      | ريتشارد بيرنز          | فريق سوبارو للراليات 2001     | بيجو             | بيجو 206                          |                |
| 2000                                                                                      | ماركوس غرونهولم        | بيجو 206                      | بيجو             | بيجو 206                          |                |
| 1999                                                                                      | تومي ماكينن            | ميتسوبيشي لانسر إيفوليوشن VI  | تويوتا           | كورولا إي 100                     |                |
| 1998                                                                                      | تومي ماكينن            | ميتسوبيشي لانسر إيفوليوشن V   | ميتسوبيشي موتورز | ميتسوبيشي لانسر إيفوليوشن V       |                |
| 1997                                                                                      | تومي ماكينن            | ميتسوبيشي لانسر إيفوليوشن IV  | سوبارو           | فريق سوبارو للراليات              |                |
| 1996                                                                                      | تومي ماكينن            | ميتسوبيشي لانسر إيفوليوشن III | سوبارو           | سوبارو إمبريزا                    |                |
| 1995                                                                                      | كولين ماكراي           | سوبارو إمبريزا                | سوبارو           | سوبارو إمبريزا                    |                |
| 1994                                                                                      | ديديه أوريول           | تويوتا سليكا جي تي-فور        | تويوتا           | تويوتا سليكا جي تي-فور            |                |
| 1993                                                                                      | جوها كانكونن           | تويوتا سليكا جي تي-فور        | تويوتا           | تويوتا سليكا جي تي-فور            |                |
| 1992                                                                                      | كارلوس ساينز           | تويوتا سليكا جي تي-فور        | لانشيا           | لانشيا دلتا قروب أيه              |                |
| 1991                                                                                      | جوها كانكونن           | Lancia Delta Integrale 16V    | لانشيا           | لانشيا دلتا قروب أيه              |                |
| 1990                                                                                      | كارلوس ساينز           | تويوتا سليكا جي تي-فور        | لانشيا           | لانشيا دلتا قروب أيه              |                |
| 1989                                                                                      | ميكي بياسيون           | Lancia Delta Integrale        | لانشيا           | لانشيا دلتا قروب أيه              |                |
| 1988                                                                                      | ميكي بياسيون           | Lancia Delta Integrale        | لانشيا           | لانشيا دلتا قروب أيه              |                |
| 1987                                                                                      | جوها كانكونن           | Lancia Delta HF 4WD           | لانشيا           | لانشيا دلتا قروب أيه              |                |
| 1986                                                                                      | جوها كانكونن           | بيجو 205                      | بيجو             | بيجو 205                          |                |
| 1985                                                                                      | تيمو سالونين           | بيجو 205                      | بيجو             | بيجو 205                          |                |
| 1984                                                                                      | ستيغ بلومكفيست         | أودي كواترو                   | أودي             | أودي كواترو                       |                |
| 1983                                                                                      | هانو ميكولا            | أودي كواترو                   | لانشيا           | Lancia Rally 037                  |                |
| 1982                                                                                      | والتر رورل             | أوبل اسكونا                   | أودي             | أودي كواترو                       |                |
| 1981                                                                                      | آري فاتانين            | فورد إسكورت (أوروبا)          | Talbot           | Talbot Sunbeam Lotus              |                |
| 1980                                                                                      | والتر رورل             | فيات 131                      | فيات كرايسلر     | فيات 131                          |                |
| 1979                                                                                      | جورن فالديجورد         | فورد إسكورت (أوروبا)*         | شركة فورد        | فورد إسكورت (أوروبا)              |                |
| 1978                                                                                      | Markku Alén***         | فيات 131**                    | فيات كرايسلر     | فيات 131                          |                |
| 1977                                                                                      | ساندرو موناري***       | لانشيا ستراتوس                | فيات كرايسلر     | فيات 131                          |                |
| 1976                                                                                      | لا يوجد بطولة للسائقين | لا يوجد بطولة للسائقين        | لانشيا           | لانشيا ستراتوس                    |                |
| 1975                                                                                      | لا يوجد بطولة للسائقين | لا يوجد بطولة للسائقين        | لانشيا           | لانشيا ستراتوس                    |                |
| 1974                                                                                      | لا يوجد بطولة للسائقين | لا يوجد بطولة للسائقين        | لانشيا           | لانشيا ستراتوس                    |                |
| 1973                                                                                      | لا يوجد بطولة للسائقين | لا يوجد بطولة للسائقين        | سيارات ألباين    | Alpine A110                       |                |
| * – جورن فالديجوردقاد سيارة مرسيدس 450 SLC في سباقين في 1979                              |                        |                               |                  |                                   |                |
| ** – ماركو ألن قاد لانشيا ستراتوس في سباقين في عام 1978                                   |                        |                               |                  |                                   |                |
| *** – في عام 1977 و 1978، كانت بطولة السائقين كأس الاتحاد الدولي للسيارات لسائقي الراليات |                        |                               |                  |                                   |                |